# 華盛頓萊克鎮區 (明尼蘇達州錫布利縣)
華盛頓萊克鎮區（英語：Washington Lake Township）是位於美國明尼蘇達州錫布利縣的一個行政鎮區。

## 地方資料
華盛頓萊克鎮區的面積為91.83平方千米，當中陸地面積為88.88平方千米，而水域面積為2.95平方千米。根據2020年美國人口普查的數據，當地共有人口454人，而人口密度為每平方千米4.94人。